# Propulsão Alcubierre

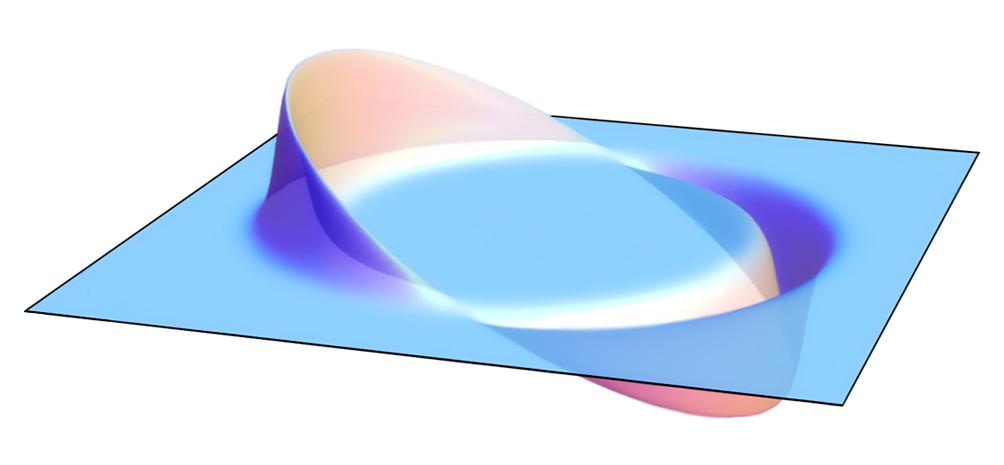
Conceito da Propulsão de Alcubierre, mostrando as regiões de expansão e contração do espaco-tempo em torno da região central

A propulsão de Alcubierre (ou dobra espacial) é um modelo matemático teórico para uma forma de viagem espacial mais rápida que a luz, utilizada na série de ficção científica Jornada nas Estrelas (Brasil)  ou Caminho das Estrelas (Portugal).
Em 1994, o físico mexicano Miguel Alcubierre propôs um método de alongamento do espaço em uma onda que, em teoria, poderia fazer com que o tecido do espaço-tempo à frente de uma nave espacial se contraia, enquanto que o tecido que está atrás da nave se expanda. A nave se deslocaria surfando esta onda dentro de uma região conhecida como bolha de dobra, onde as características normais do tecido do espaço-tempo se manteriam inalteradas. Uma vez que a nave não estaria se movendo dentro desta bolha, mas transportada junto com ela, os efeitos de dilatação do tempo previstos pela Teoria da Relatividade Especial não se aplicariam à nave, mesmo com a altíssima velocidade de deslocamento em relação ao espaço normal em volta da nave. Além disso, esse método de viagem não implica realmente deslocar-se mais rápido que a luz, uma vez que no interior da bolha, a luz continuaria a ser mais rápida que a nave.
Assim, a propulsão de Alcubierre não contradiz a alegação tradicional da relatividade que proíbe que um objeto com massa seja mais rápido que a luz. No entanto, não se conhecem métodos para criar uma bolha de dobra em uma região do espaço, ou de deixar a bolha, uma vez lá dentro, de modo a propulsão de Alcubierre continua a ser um conceito teórico.

## Métrica de Alcubierre
A métrica de Alcubierre define a chamada propulsão de dobra espacial. Essa métrica é uma variedade lorentziana que, se interpretada no contexto da relatividade geral, apresenta características parecidas com a dobra espacial de Jornada nas Estrelas: uma bolha de dobra aparece no anteriormente espaço-tempo plano e se move a uma velocidade superluminal de forma efetiva. Os habitantes da bolha não experimentam nenhuma aceleração, uma vez que estão em um referencial inercial. Os objetos dentro da bolha não viajam (localmente) mais rápida do que a luz, em vez disso, o espaço à sua volta se move para que os objetos cheguem ao seu destino mais rápido do a luz viajaria, caso se fizesse a viagem em espaço normal.
Alcubierre escolheu uma forma específica para a função {\displaystyle f}, mas outras formas podem exibir de forma mais clara e simples os efeitos da Propulsão de Dobra. Além disso, Alexey Bobrick e Gianni Martire afirmam que, em princípio, uma classe de dobras subluminais e esféricas podem ser construídas com base em princípios físicos atualmente conhecidos da humanidade, como a energia positiva.

## Matemática por trás da propulsão de Alcubierre
Utilizando o formalismo ADM da relatividade geral, o espaço-tempo é descrito por uma foliação de uma hipersuperfície com coordenada de tempo {\displaystyle t} constante. A forma geral da métrica de Alcubierre é dada por
{\displaystyle ds^{2}=-\left(\alpha ^{2}-\beta _{i}\beta ^{i}\right)\,dt^{2}+2\beta _{i}\,dx^{i}\,dt+\gamma _{ij}\,dx^{i}\,dx^{j}}
onde
- {\displaystyle \alpha } é a função que dá o intervalo do tempo próprio entre hipersuperfícies próximas,
- {\displaystyle \beta ^{i}} é o vetor que relaciona coordenadas espaciais em diferentes hipersuperfícies,
- {\displaystyle \gamma _{ij}} é uma métrica positiva definida em cada uma das hipersuperfícies.

A forma particular que Alcubierre estudou é definida da seguinte forma:
{\displaystyle \alpha =1\,}
{\displaystyle \beta ^{x}=-v_{s}(t)f\left(r_{s}(t)\right),}
{\displaystyle \beta ^{y}=\beta ^{z}=0\,\!}
{\displaystyle \gamma _{ij}=\delta _{ij}\,\!}
onde
{\displaystyle v_{s}(t)={\frac {dx_{s}(t)}{dt}},}
{\displaystyle r_{s}(t)={\sqrt {(x-x_{s}(t))^{2}+y^{2}+z^{2}}}}
e
{\displaystyle f(r_{s})={\frac {\tanh(\sigma (r_{s}+R))-\tanh(\sigma (r_{s}-R))}{2\tanh(\sigma R)}}}
com {\displaystyle R>0} e {\displaystyle \sigma >0} são parâmetros arbitrários. Dessa forma, o formato específico da métrica de Alcubierre pode ser escrita da seguinte forma:
{\displaystyle ds^{2}=\left(v_{s}(t)^{2}f(r_{s}(t))^{2}-1\right)\,dt^{2}-2v_{s}(t)f(r_{s}(t))\,dx\,dt+dx^{2}+dy^{2}+dz^{2}}
Com esta forma particular da métrica, é possível provar que a densidade de energia medida por observadores cuja quadrivelocidade é normal às hipersuperfícies é dada por
{\displaystyle -{\frac {c^{4}}{8\pi G}}{\frac {v_{s}^{2}(x^{2}+y^{2})}{4g^{2}r_{s}^{2}}}\left({\frac {df}{dr_{s}}}\right)^{2}}
onde {\displaystyle g} é o determinante do tensor métrico.
Assim, como a densidade de energia necessária é negativa, é necessário um tipo de matéria exótica para que a viagem mais rápida que a luz possa ser alcançada. A existência de matéria exótica não é teoricamente excluída, o efeito Casimir e a aceleração do Universo são indícios que apoiam a existência de tal tipo de matéria.
De qualquer forma, tudo indica que a geração e a sustentação da quantidade necessária de matéria exótica para esse tipo de viagem mais rápido que a luz é impraticável.
Alguns tem argumentado que, no contexto da relatividade geral, seria impossível construir um motor de dobra espacial sem que seja utilizada alguma matéria exótica. Geralmente acredita-se que uma teoria quântica da gravidade poderá resolver esse problema.

## Física da propulsão de Alcubierre
Para aqueles familiarizados com os efeitos da relatividade especial, tais como a dilatação do tempo e a contração espacial, a métrica Alcubierre aparentemente tem alguns aspectos peculiares. Em particular, Alcubierre demonstrou que, mesmo quando a nave espacial está acelerando, ela viaja em queda livre. Em outras palavras, uma nave usando a dobra para acelerar e desacelerar estará sempre em queda livre, e a tripulação não teria nenhuma sensação de aceleração. Enormes forças de maré estarão presentes junto à fronteira da bolha de dobra, devido à grande curvatura do espaço lá, mas uma especificação apropriada da métrica tornaria essas forças muito pequenas dentro do volume ocupado pela nave.
A forma original da teoria de dobra, e as variações mais simples dela, foram escritas com o formalismo de Arnowitt, Deser e Misner, que é frequentemente utilizado em discutir a forma inicial da relatividade geral. Isto pode explicar o equívoco generalizado de que este espaço-tempo é uma solução das equações de campo da relatividade geral. Métricas escritas dentro do formalismo ADM são adaptadas a uma determinada família de observadores inerciais, mas os observadores não são fisicamente distinguíveis das outras famílias. Alcubierre interpretou esta "bolha de dobra" em termos de contração do espaço à frente da bolha e expansão atrás. Mas essa interpretação pode ser ilusória, uma vez que a contração e expansão atualmente se referem ao movimento relativo próximo de observadores do tipo da família ADM.
Na relatividade geral, primeiramente se especifica uma distribuição de matéria e energia de forma plausível, e em seguida se verifica a geometria do espaço-tempo associado. Mas também é possível solucionar as equações de campo de Einstein na outra direção: primeiro especificando uma métrica e, em seguida, encontrando um tensor associado a ela. Foi isso que Alcubierre fez.
Essa forma significa que a solução pode violar diversas condições de energia e requerer matéria exótica. A necessidade de matéria exótica leva à questão de se é realmente possível encontrar uma forma de distribuir a matéria em um espaço-tempo inicial onde não exista uma "bolha de dobra", de forma a criar essa bolha posteriormente. Mas ainda existe outro problema, de acordo com Serguei Krasnikov, pode ser impossível criar a bolha sem que se force a matéria exótica a se mover mais rápido que a luz, o que implicaria na existência de táquions. Alguns métodos têm sido sugeridos para evitar o problema da movimento taquiônico, mas provavelmente iriam gerar uma singularidade nua na frente da bolha.

## Dificuldades

### Construindo o caminho
Krasnikov propôs que, se a matéria taquiônica não puder ser encontrada ou usada, então uma solução poderia ser disponibilizar grandes massas ao longo do trajeto da nave a ser posta em movimento, de forma que o campo requerido seja produzido. Mas neste caso, a nave com propulsão de Alcubierre não seria capaz de se deslocar à vontade pela galáxia. Ela só seria capaz de percorrer caminhos que, como uma estrada de ferro, teriam sido construídos com um infra-estrutura apropriada.
O piloto dentro da bolha seria casualmente desconectado de suas paredes e não poderia realizar qualquer ação fora da bolha. No entanto, seria necessário colocar os dispositivos ao longo da rota com antecedência e, uma vez que o piloto não poderia fazer isso ao mesmo tempo em que viajaria, as bolhas não poderiam ser utilizados para uma primeira viagem a uma estrela distante. Em outras palavras, para viajar para a estrela Vega (que dista 25 anos-luz da Terra), primeiramente teria que ser organizado tudo para que se possa utilizar uma bolha que se desloque com velocidade superluminal. A primeira viagem levaria mais de 25 anos, já que não seria possível fazer essa viagem a uma velocidade superluminal.
Coule argumentou que esquemas como o proposto por Alcubierre não são viáveis, pois a matéria a ser colocada na estrada precisa ser previamente colocada à velocidade superluminal. Assim, de acordo com Coule, uma propulsão Alcubierre é necessária a fim de construir uma propulsão Alcubierre, mesmo que a métrica usada seja fisicamente aceitável. Coule argumenta que uma objeção análoga seria aplicável a qualquer método proposto de construção de propulsão de Alcubierre.

### Problema de Natário
O matemático José Natário apontou várias dificuldades.
1. Para ter a deformação no espaço necessária para esse tipo de viagem funcionar, a humanidade precisa inventar um dispositivo que produza mais energia que a Via Láctea.
2. A energia deve ser negativa. A humanidade precisa inventar algo que possamos criar energia negativa nas quantidades necessárias para alimentar uma propulsão de dobra.
3. Mas uma partícula, com massa negativa, reagiria à gravidade exatamente da maneira oposta às partículas de massa positiva. Em vez de a nave espacial, feita de massa normal, ser puxada em direção ao espaço onde está localizado um planeta ou estrela, ela seria afastada da massa negativa.

O maior problema com o conceito da dobra de Alcubierre, segundo Natário, é que "um precisa de um para fazer um". Ou seja, imagine uma aeronave supersônica viajando mais rápido que a velocidade do som. O observador não ouve a aeronave até que ela já tenha passado, porque as ondas sonoras não conseguem acompanhar a aeronave. A propulsão Alcubierre experimenta o mesmo efeito com as ondas de luz, o que significa que não há como enviar uma mensagem antes da aeronave. Para criar a geometria espaço-temporal distorcida em torno da nave, primeiro, seria necessário enviar um sinal à frente para "informar" o espaço-tempo para distorcer. Assim, para fazer a espaçonave ir mais rápido que a luz, ela precisa começar com algo que estaria indo mais rápido que a luz para poder se comunicar com o espaço a frente.

## Resolvendo dificuldades
A resolução de dificuldades em criar do motor de dobra espacial é possível usando várias formas de forma separada ou integrando-as.
Uma forma possível é baseando-se na matéria com massa efetiva negativa. Cientistas criaram em laboratório matéria com massa efetiva negativa que se movimenta em direção contrária a força aplicada.
Com este fato torna possível criar a dobra espacial pois o objeto por se mover em sentido contrário a força aplicada e for aplicada a força gravitacional em direção para baixo se moveria em sentido contrário ao da força gravitacional, gerando assim anti-gravidade. A anti-gravidade seria crucial na dobra espacial pois seria utilizada para gerar a expansão atrás da nave.
Outra forma possível é baseando-se nas propriedades quânticas do espaço e na energia negativa. Cientistas descobriram com o Efeito Casimir que duas placas no vácuo se juntam devido a pressão das partículas virtuais em volta das placas ser maior do que entre as placas, o que contrai o espaço entre as placas e expande o espaço em volta delas, e que a  surge uma  da força de atração entre as placas é denominada energia negativa e que quanto mais próximo estão as placas mais surge Energia Negativa atraindo mais forte as placas. Também é possível dizer como faz Morgan Freeman em Grandes Mistérios do Universo que a força da Energia Negativa  entre as placas expande o espaço em volta, ou como faz Michio Kaku indiretamente em Física do Impossível que a força da Energia Negativa atrai as placas.
Com essas informações torna possível criar o motor de dobra espacial. Para tanto bastaria aproveitar as partículas virtuais presentes no vácuo quântico e a força da energia negativa e Positiva que se criaria no espaço. A forma seria  empurrar as partículas virtuais a frente da nave para trás, pois quando empurrasse as partículas virtuais da frente da nave para atrás da nave, a energia atrás da nave se tornaria positiva pelo aumento da quantidade de partículas virtuais e a pressão das partículas virtuais atrás da nave afastaria a nave e o planeta de partida expandindo o espaço entre eles. Já a energia na frente da nave pela retirada de partículas virtuais se tornaria negativa, fazendo oposto que a energia positiva, o que atrairia a nave e o  planeta de destino um em direção ao outro contraindo o espaço entre eles. Retirar as partículas virtuais a frente da nave seria semelhante a retirar o ar e as partículas virtuais de dentro de uma sacola, onde contrai o espaço de dentro da sacola por existir pressão atmosférica fora da sacola e por diminuir a curvatura do espaço-tempo de dentro da sacola, assim retirar as partículas virtuais a frente da nave contrairia o espaço a frente da nave pelos mesmos motivos que da sacola e também como mostra o exemplo da sacola para ter espaço é necessário ter elementos físicos presentes.
Outra forma possível de criar o motor de dobra espacial foi apresentado no documentário O Universo, que consistiria em canalizar a energia de um mini-buraco negro (que criaria uma intensa curvatura do espaço-tempo devido a sua densidade) pendurado na parte da frente da nave para contrair o espaço a frente, e utilizando a energia escura (que é responsável pela aceleração da expansão do espaço físico do Universo) para expandir o espaço atrás.
A respeito de como criar um mini-buraco negro para contrair o espaço a frente da nave, cientistas simularam em supercomputadores colisões entre as partículas perto da velocidade da luz. As simulações que fizeram demonstraram que os buracos negros podem formar-se em energias mais baixas do que se pensava antes.
Já sobre como criar a energia escura para expandir o espaço atrás, os físicos Drs. Gerald Cleaver e Richard Obousy afirmam que seria necessário manipular a 11ª dimensão para criar energia escura. Eles se baseiam na Teoria-M que afirma que existe uma dimensão de tempo e dez de espaço.